# Morze miłości (telenowela)
Morze miłości (hiszp. Mar de amor) – meksykańska telenowela wyprodukowana przez Televisę. W rolach głównych wystąpili: Zuria Vega i Mario Cimarro. Producentem telenoweli jest Nathalie Lartilleux.

## Wersja polska
Telenowela emitowana była od 30 sierpnia 2010 do 25 maja 2011 na kanale TV4 o godzinie 19:00. Lektorem serialu był Radosław Popłonikowski.

## Fabuła
Główną bohaterką telenoweli jest Estrella Marina, która jest owocem gwałtu. Jej matka, Casilda zaraz po porodzie postradała zmysły i od tamtego czasu błąka się po okolicy bez celu. Estrellę Marinę wychowali jej rodzice chrzestni, Antonio i Aurora. Dziewczyna wyrosła na inteligentną i ambitną dziewczynę. Marzy, by zdobyć wykształcenie i pracę, która umożliwi opłacenie leczenia matki. Victor Manuel jest bogatym mężczyzną, podróżującym po świecie. Po latach wraca w rodzinne strony, które opuścił po śmierci swoich rodziców. Po przyjeździe do Playa Escondida od razu Estrelle Marinę i Victora Manuela połączyło uczucie. Niestety na drodze do swojego szczęścia spotykają wiele przeszkód, które utrudniają im stworzyć szczęśliwą parę. Leon, najbogatszy człowiek w Playa Escondida i Oriana, jego córka oraz Coral, która zostaje wyrzucona przez morze na plażę Playa Escondida. Estrella wyjeżdża do Mexićo city i tam zdobywa pracę i wykształcenie, wkrótce zawraca jej w głowie Lekarz Hernan, który jest w niej zakochany, ale knuje z Coral przeciwko jej miłości z Victorem Manuelem. Coral jest chora psychicznie i dostaje guza mózgu, a następnie popełnia samobójstwo. Hernan zostaje zamordowany przez swoją koleżankę z pracy która była zakochana w Victorze Manuelu. Leon zostaje napadnięty przez Tygrysa w cyrku, który sam wpadł we własną pułapkę. Oriana pomaga swojej kuzynce Estrelli i żeni się z Santosem. Na koniec Estrella i Victor Manuel pobierają się.

## Obsada
- Zuria Vega – Estrella Marina
- Mario Cimarro – Victor Manuel Galindez
- Mariana Seoane – Oriana Parra Ibáñez Briceño
- Ninel Conde – Catalina Mijares „Coral”
- Erika Buenfil – Casilda
- Manuel Landeta – León Parra Ibáñez
- Juan Ferrara – Guillermo Briceño
- Maria Sorte – Aurora de Ruiz
- Raquel Olmedo – Luz Garabán
- Norma Herrera – Violeta
- Ignacio López Tarso – El Mojarras
- Sergio Reynoso – Antonio Ruiz
- Marcelo Córdoba – Hernán Irazabal
- Arturo Carmona – Santos Nieves
- Georgina Salgado – Esperanza
- Florencia De Saracho – Elena
- Renata Notni – Carmita